# Beinn a' Chleibh
Beinn a' Chleibh är ett berg i Storbritannien.   Det ligger i kommunen Argyll and Bute och riksdelen Skottland, i den nordvästra delen av landet, 600 km nordväst om huvudstaden London. Toppen på Beinn a' Chleibh är 916 meter över havet, eller 235 meter över den omgivande terrängen. Bredden vid basen är 1,9 km.
Terrängen runt Beinn a' Chleibh är huvudsakligen kuperad.Runt Beinn a' Chleibh är det mycket glesbefolkat, med 4 invånare per kvadratkilometer. Närmaste större samhälle är Dalmally, 8,6 km väster om Beinn a' Chleibh. Trakten runt Beinn a' Chleibh består i huvudsak av gräsmarker.